# Idiocera (Idiocera) hofufensis
Idiocera (Idiocera) hofufensis is een tweevleugelige uit de familie steltmuggen (Limoniidae). De soort komt voor in het Palearctisch en Afrotropisch gebied.